# Raimonds Karnītis
Raimonds Karnītis (Riga, 26 december 1929 - Riga, 10 oktober 1999) was een voormalig Sovjet basketbalspeler en basketbalcoach.

## Carrière
Karnītis speelde bij SKA Riga en VEF Riga. Ook speelde hij voor de Letse SSR. Hij won één keer de Spartakiade van de Volkeren van de USSR in 1956. Na zijn loopbaan als speler werd hij in 1962 dames coach bij TTT Riga. Hij werd met dat team achttien keer Landskampioen van Sovjet-Unie in 1964, 1965, 1966, 1968, 1969, 1970, 1971, 1972, 1973, 1975, 1976, 1977, 1979, 1980, 1981, 1982, 1983 en 1984. Ook won Karnītis één keer de USSR Cup in 1969. Karnītis won vijftien keer de EuroLeague Women in 1964, 1965, 1966, 1967, 1968, 1969, 1970, 1971, 1972, 1973, 1974, 1975, 1977, 1981 en 1982. In die tijd was hij ook coach van de Letse SSR. In 1987 stopte hij.

## Erelijst speler
- Landskampioen Letland: 6
  - Winnaar: 1949, 1953, 1954, 1955, 1956, 1958
- Spartakiad van de Volkeren van de USSR: 1
  - Winnaar: 1956

## Erelijst coach
- Landskampioen Sovjet-Unie: 18
  - Winnaar: 1964, 1965, 1966, 1968, 1969, 1970, 1971, 1972, 1973, 1975, 1976, 1977, 1979, 1980, 1981, 1982, 1983, 1984
  - Tweede: 1974, 1978, 1986
  - Derde: 1958, 1985
- Bekerwinnaar Sovjet-Unie: 1
  - Winnaar: 1969
- EuroLeague Women: 15
  - Winnaar: 1964, 1965, 1966, 1967, 1968, 1969, 1970, 1971, 1972, 1973, 1974, 1975, 1977, 1981, 1982
  - Runner-up: 1985